# 신남초등학교 (강원)
신남초등학교는 대한민국 강원특별자치도 춘천시 칠전동에 있는 공립 초등학교이다.

## 학교 연혁
- 1934년 10월 10일 - 신남공립보통학교 개교
- 1938년 4월 1일 - 신남공립심상소학교로 개칭
- 1941년 4월 1일 - 신남공립국민학교로 개칭
- 1973년 7월 1일 - 춘천시로 편입
- 1981년 3월 5일 - 병설유치원 개원
- 1996년 3월 1일 - 신남초등학교로 개칭
- 2003년 10월 1일 - 본관 건물 신축 이전
- 2007년 6월 28일 - 다목적실 증축
- 2017년 9월 1일 - 제41대 백광두 교장 취임
- 2020년 1월 3일 - 제83회 69명 졸업(졸업생 총4,518명)
- 2020년 3월 2일 - 신입생 51명 입학(15학급)

## 학교 상징
- 교목(校木) - 은행나무
- 교화(敎化) - 산당화

## 참고 자료
- 신남초등학교 - 한국교육학술정보원 학교알리미